# 湿生石蛾属
湿生石蛾属（学名：Madioxytheria）是姬石蛾科下的一个属。

## 下属物种
本属包括以下物种：
- 台湾湿生石蛾 Madioxytheria formosana
- 簡單溼生石蛾 Madioxytheria simplex